# Fossa de Porto Rico

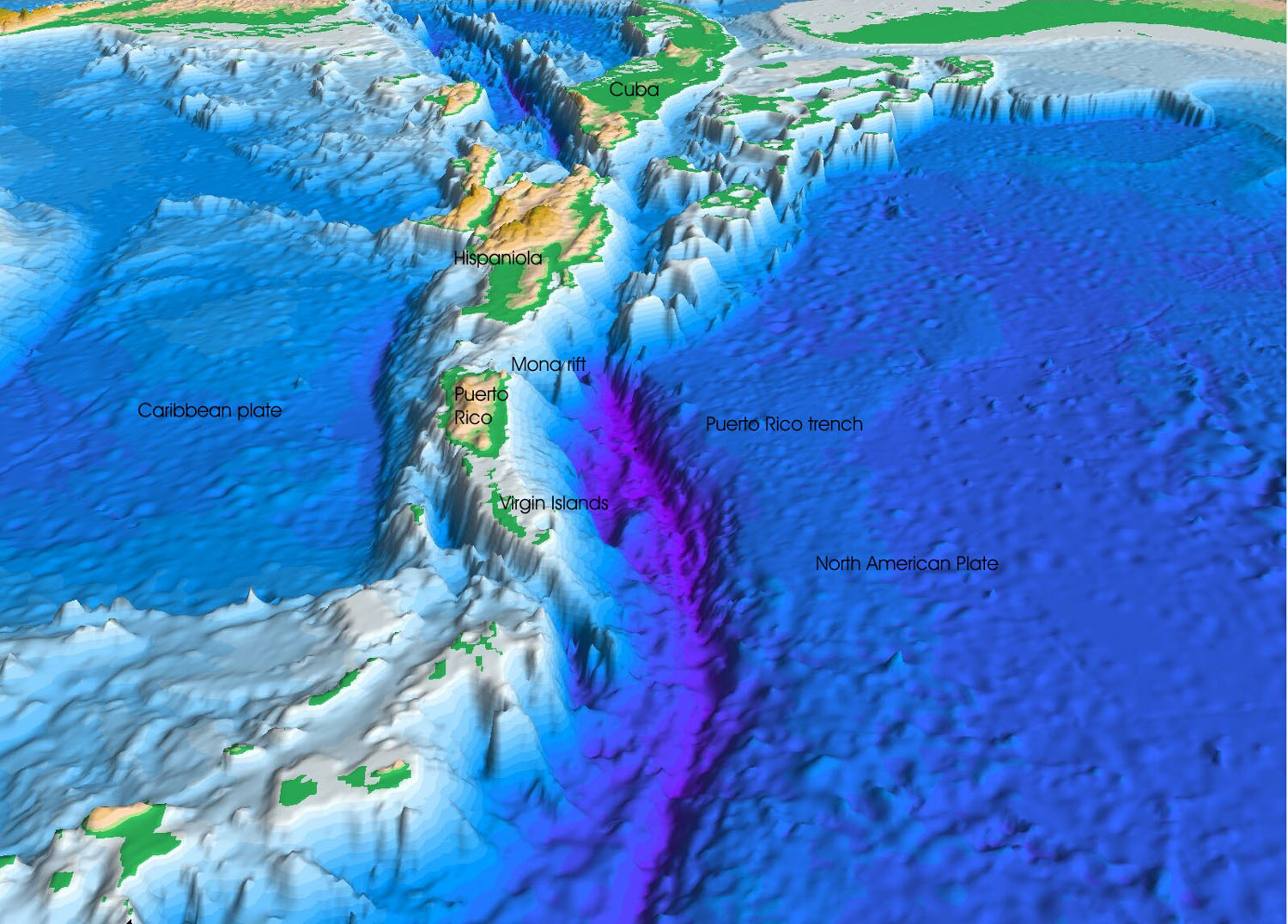
Perspetiva de parte da fossa de Porto Rico, baseada em estudo pelo United States Geological Survey; a placa Norte-americana, à direita na imagem, encontra-se a norte do conjunto.

A fossa de Porto Rico é uma fossa oceânica localizada a norte da ilha de Porto Rico, onde se encontra o ponto mais profundo do oceano Atlântico, com 8605 m de profundidade. A fossa tem uma extensão de cerca de 800 km, com uma posição aproximada de leste a oeste.
A fossa está localizada na zona de subducção no encontro das placas norte americana, a norte, e caribenha, a sul e estudos recentes demonstraram que um deslizamento de terra dentro da fossa poderia levar a um tsunami.